# Brassed Off
Brassed Off is een Britse tragikomische film uit 1996 door Mark Herman. Het verhaal gaat over de nasleep van de Thatcheriaanse jaren in Groot-Brittannië, maar is tevens een liefdesgeschiedenis. Brassed Off schetst een beeld van het leven in een typisch Noord-Engels mijnwerkersstadje na de grote sluitingen van de koolmijnen, die met verpaupering en sociale onrust gepaard gingen. Het verhaal draait om de brassband van de mijn van Grimley, ergens in Yorkshire. Deze naam is een verwijzing naar Grimethorpe nabij Barnsley, alwaar in 1993 een mijn gesloten werd die circa 6000 mensen had tewerkgesteld. Als gevolg hiervan werd Grimethorpe, luidens een studie van de Europese Unie uit 1994, een van de armste dorpen in Europa. In de film is sprake van de mijnwerkersopstand van 1984, die op dat moment ongeveer tien jaar geleden is. De muziek in de film wordt gespeeld door de Grimethorpe Colliery Band.
Deze film belicht dit sociaal drama vanuit de invalshoek van de sociale kant: aan elke mijn was vroeger een brassband verbonden en onderling werden muziekwedstrijden georganiseerd. De sluiting van de mijn betekent voor deze muzikanten-mijnwerkers meteen ook het einde van hun sociaal leven.

## Verhaal
Er heerst onzekerheid onder de mijnwerkers van Grimley: de vakbond organiseert een stemming die moet beslissen omtrent de toekomst van de mijn. Ze kunnen kiezen of de mijn aan een review wordt onderworpen, dan wel om hem te laten sluiten en een ontslagvergoeding van £ 15.000 à £ 20.000, plus £ 5.000 extra, te aanvaarden. Sommige mijnwerkers geloven niet meer in de toekomst van Grimley, en zij worden door hun tegenstanders als ‘scabs’, id est stakingbrekers beschimpt. Te midden van deze troebelen oefent de brassband onder leiding van Danny de dirigent, een trotse man die er een carrière in de mijn heeft opzitten en strenge eisen aan zijn orkest stelt. In dit orkest spelen onder anderen ook Andy en diens wat oudere vrienden Jim, Harry en Ernie, alsook de zoon van Danny, Phil met zijn krakkemikkige trombone.
Gloria Mullins arriveert in Grimley en neemt haar intrek in de plaatselijke pub. Zij speelt flugelhorn, begeeft zich naar het repetitielokaal en vraagt of ze lid mag worden. Ze blijkt in Grimley geboren te zijn en is de kleindochter van Arthur, een muzikant voor wie Danny veel bewondering had. Danny wil haar wat horen spelen, en het orkest heft het Concierto de Aranjuez van Joaquín Rodrigo aan. Ze doet het zodanig goed dat ze een spontaan applaus krijgt, en Danny is vastberaden om met de Grimley Colliery Band deel te nemen aan de nationale competitie, die in een finale in de Royal Albert Hall te Londen moet eindigen. Jim en Harry waren van plan om die avond hun ontslag bij Danny in te dienen, maar zijn door deze performance op andere gedachten gekomen. Andy en Gloria kennen elkaar nog van vroeger: ze waren jeugdliefdes.
Ondertussen kampt eenieder echter met zijn eigen problemen. Phil heeft een kroostrijk gezin en is straatarm; hij wordt tevens door schuldeisers bedreigd. Tijdens vergaderingen van de vakbonden breken gevechten uit tussen voor- en tegenstanders van de sluiting, en Danny’s gezondheid gaat erop achteruit: hij heeft een stoflong. Phil heeft een bijverdienste als Mr Chuckles, een clown die op kinderfeestjes optreedt, maar dit brengt nauwelijks geld in het laatje, en indien hij aan het kampioenschap deel wil nemen, heeft hij hoe dan ook een nieuwe trombone nodig, die hij zich niet kan veroorloven. In de loop van de film blijkt dat hij er een gevangenisstraf voor diefstal heeft opzitten.
De toestand van de mijn ziet er somber uit, maar desalniettemin trekt het orkest naar een wedstrijd voor brassbands in Saddleworth. Iedereen bedrinkt zich en speelt zeer slecht: ze hebben geen vertrouwen in de toekomst meer en willen dan maar liefst zo veel mogelijk plezier beleven. Het publiek in Saddleworth lacht hen uit.
Algauw wordt duidelijk dat Gloria voor de directie van de mijn werkt. Tijdens een etentje met Andy in de lokale chip shop vertelt ze hem dat zij degene is die het expertiserapport voor Grimley Colliery moet opstellen, voor het geval dat de vakbond ermee instemt, de mijn aan een evaluatie te onderwerpen. Andy is cynisch en vertelt haar dat haar rapport straal genegeerd zal worden: hij is ervan overtuigd dat de sluiting van de mijn reeds lang besloten is. Desondanks is hun oude romance weer opgeflakkerd, en ze neemt hem mee naar haar hotelkamer. Enkele dagen later verzekert de directeur haar dat haar rapport wel degelijk van cruciaal belang is, en dat men hoopt dat de mijnwerkers met de review-procedure zullen instemmen.
Wanneer het orkest naar Halifax gaat voor een optreden, wordt er alweer veel beter gespeeld. Phil heeft een nieuwe trombone gekocht, en dit niet aan zijn vrouw verteld. In de tussentijd worden bij de vakbond de stemmen geteld: een meerderheid is vóór de sluiting van de mijn. Wanneer de troep weer in Grimley arriveert, krijgt Danny een aanval en moet naar het ziekenhuis. Zijn zoon Phil komt net op tijd thuis om zijn vrouw en kinderen te zien vertrekken: de schuldeisers hebben hun gehele huis leeggehaald.
Jim en Harry ontdekken dat Gloria voor de directie werkt, en beschuldigen Andy ervan, aan de kant van de vijand te staan. Bijna komt het tot een handgemeen tussen Jim en Andy; Jim verjaagt Gloria uit het orkest, dat er de brui aan geeft. Niemand heeft de moed om Danny te vertellen dat ze niet naar de finale in de Royal Albert Hall zullen trekken. Andy heeft zijn tuba reeds verkocht. Als laatste verrassing spelen ze Danny Boy op het grasveld onder zijn ziekenhuiskamer.
Phil staat op de rand van een zenuwinzinking. Tijdens een clownsoptreden als Mr Chuckles voor kinderen in een kerk ontsteekt hij in een woedende tirade over God, Thatcher en de Tories. Die avond onderneemt hij in zijn clownskostuum een zelfmoordpoging door zich van een stalen balk van de mijnconstructie te verhangen, en wordt net op tijd door de bewakers gered. In het ziekenhuis vertelt hij zijn vader uiteindelijk dat het orkest de moed heeft laten varen om nog verder te gaan. Overigens hebben ze de benodigde £ 3000 niet die de uitstap naar Londen zou kosten. Hij heeft zelf eveneens voor de sluiting van de mijn gestemd.
Gloria dient alsnog haar rapport bij de directie in. Er wordt geen aandacht aan besteed, en ze wordt kwaad. Ze verwijt de directeur dat dit alles doorgestoken kaart is, en dat de sluiting reeds weken voordien was besloten. Hierop verbetert de directeur haar, en antwoordt: „Neen, twee jaar geleden reeds. Steenkool is geschiedenis.”
Jim, Harry en Andy zitten terneergeslagen in de pub. Gloria treedt binnen en legt een uittreksel op tafel waaruit blijkt dat ze £ 3000 aan het orkest heeft geschonken; ze heeft uit verontwaardiging haar ontslag ingediend en wil het geld niet hebben. Jim, die haar zeer vijandig gezind was, vergeeft haar en neemt haar opnieuw in de brassband op — op het laatste nippertje besluit de Colliery Band dan toch nog aan de finale deel te nemen. Phil wil in het holst van de nacht zijn vader in het ziekenhuis verwittigen, maar wordt door de verpleegster tegengehouden. Hij laat een briefje achter met de woorden: „We gaan.”
In allerijl bereidt het orkest zich voor op de tocht naar Londen; Andy wint zijn tuba terug in een spelletje pool. ’s Anderendaags is Danny uit het ziekenhuis verdwenen en zet de achtervolging in. In de Royal Albert Hall dirigeert Harry het orkest; ze spelen de Willem Tell-ouverture van Gioacchino Rossini, en Danny komt net op tijd achter de coulissen binnen om hen aan het werk te zien.
De Grimley Colliery Band wint de finale. Vóór de overhandiging van de trofee treedt Danny echter voor de micro en zegt dat ze de prijs weigeren. Emotioneel verklaart hij dat muziek ooit alles voor hem betekende, maar thans niets meer, want de mannen achter hem zijn allen werkloos geworden, en mensen zijn het belangrijkste. Zijn toespraak krijgt een applaus, en Jim grist alsnog de trofee mee. Op het open dek van een Routemaster rijden ze ’s nachts door Londen en spelen Land of Hope and Glory.

## Rolverdeling
| Acteur             | Personage |
| ------------------ | --------- |
| Ewan McGregor      | Andy      |
| Pete Postlethwaite | Danny     |
| Tara Fitzgerald    | Gloria    |
| Stephen Tompkinson | Phil      |
| Jim Carter         | Harry     |
| Philip Jackson     | Jim       |
| Peter Martin       | Ernie     |